# Guano Point
Der Guano Point ist eine 1453 m hohe Bergkuppe am Grand Canyon West Rim auf dem Gebiet der Hualapai-Reservation. Der Name geht auf eine Pendelseilbahn vom Guano Point zur Bat Cave Mine, einer Mine für Guano auf Basis von Fledermauskot, am Boden des Grand Canyon zurück, wobei der Guano Point die Bergstation dieser Lastbergbahn war.
Wenig unterhalb auf der dem Canyon zugewandten Seite befindet sich weiterhin das Gebäude der Bergstation der Bahn. Das Seil existiert nicht mehr, nachdem es nach Ende des Minenbetriebes in den frühen Sechzigern von einem Militärjet im Flug gekappt wurde.
Der Guano Point ist mittlerweile, zusammen mit dem Grand Canyon Skywalk Teil einer geführten Tour auf dem Hualapai Gebiet und auch nur als solcher zu besuchen.